# Ours MORIYA
Ours MORIYA（アワーズもりや）は、茨城県守谷市中央二丁目にある商業施設・医療モールである。首都圏新都市鉄道つくばエクスプレス・関東鉄道常総線守谷駅前に立地する。

## 概要
三菱UFJリソースによって首都圏新都市鉄道つくばエクスプレス・関東鉄道常総線守谷駅中央東口前に建設された地上3階建の商業施設・医療モール・立体駐車場の3つの機能を併せ持つ複合施設である。
商業施設は1Fが居酒屋・ダイニングバー・フィットネスジム・レンタカー、2Fが居酒屋、3Fがカルチャー＆オフィスというフロア構成で、飲食店、学習塾、保険代理店・人材派遣会社・就労支援事業者などが入居している。また、医療モールは「クリニックモール守谷」という別称を持ち、心療内科、歯科、スリープクリニックが入居しており、調剤薬局で薬の処方が受けられる。
建設地は三菱地所の事業計画により守谷市の市有地と隣接民有地に跨る敷地を事業用定期借地として利用しているもので、建物の全体管理と商業施設運営は大和情報サービス株式会社、医療モール運営はＪＡＭＬモールマネジメント株式会社（旧：株式会社大林プロパティマネジメント）、立体駐車場運営は三井不動産リアルティ株式会社が行う。
- 住所：〒302-0127　茨城県守谷市中央二丁目16番地1（旧:守谷市大字守谷甲2225番地44）
- 駐車場：219台

## テナント

### 1F
- 魚民
- 九州酒場 丸九（マルキュウ）
- 6DINER
- エニタイムフィットネス 守谷駅前店
- ニコニコレンタカー守谷駅店

### 2F
- ワイン酒場 びすとろ 椿々 守谷店
- 炭火焼居酒屋 牛タン和助 アワーズ守谷店
- 燦圭苑（焼肉）
- 大衆おでん やきとり 酒場はなび アワーズ守谷店
- 沖縄ダイニング 海とぅ島 守谷店
- 豚しゃぶ・豚料理・ワイン　むすび（※2019年12月30日閉店）

### 3F
- 守谷駅前親子ふれあいルーム
- キッズサポート保育園 TX守谷駅前園
- 個別指導塾トライプラス 守谷駅前校
- 就労移行支援事業所『i forward もりや』
- テイケイワークス東京 守谷準備室
- 株式会社ママダ 守谷サテライトオフィス

## 医療モール

### 1F
- エンドー薬局
- もりやスリープクリニック（内科･呼吸器科）
  - 営業時間：10時～13時、15時～18時30分
  - 休業日：日・月曜日、祝日

### 2F
- エール歯科クリニック
  - 営業時間：10時～14時、15時30分～20時（日・月・火・木・金曜日）、10時～13時、14時～17時（土曜日）、
  - 休診日：水曜日、祝日
- まつの木クリニック
  - 営業時間：9時～15時30分（完全予約制）
  - 休診日：日曜日・月曜日・土曜日

## 交通アクセス

### 鉄道・バス
- 首都圏新都市鉄道つくばエクスプレス・関東鉄道常総線守谷駅下車徒歩1分
- 関東鉄道バス・つくばみらい市コミュニティバスみらい号「守谷駅東口」下車徒歩1分
- 関東鉄道バス・守谷市コミュニティバスモコバス「守谷駅西口」下車徒歩2分

### 自動車
- 常磐自動車道谷和原ICより約7分

## その他
- Ours MORIYAでは、父、母、娘、息子からなる「粟津家」というファミリーをマスコットキャラとして使用している。